# Rosiers-d’Égletons
Rosiers-d’Égletons ist eine französische Gemeinde mit 1087 Einwohnern (Stand 1. Januar 2022) im Département Corrèze in der Region Nouvelle-Aquitaine. Die Einwohner nennen sich Rosiérois(es).

## Geografie
Die Gemeinde liegt im Zentralmassiv am Oberlauf der Montane und ist von ausgedehnten Wäldern und Feldern umgeben. Tulle, die Präfektur des Départements liegt ungefähr 25 Kilometer südwestlich und Égletons etwa fünf Kilometer nordöstlich sowie Ussel rund 34 Kilometer nordöstlich.
Nachbargemeinden von Rosiers-d’Égletons sind Saint-Yrieix-le-Déjalat im Norden, Égletons im Nordosten, Moustier-Ventadour im Osten, Chapelle-Spinasse und Montaignac-sur-Doustre im Süden, Eyrein im Südwesten, Vitrac-sur-Montane im Westen sowie Sarran im Nordwesten.

## Geschichte
Das Gemeindegebiet war schon in vorgeschichtlicher Zeit besiedelt, wie zahlreiche bearbeitete Feuersteinfunde belegen. Relikte aus gallisch-römischer Zeit sind ebenso nachgewiesen. Heute von Égletons in der Bedeutung überholt, war Rosiers-d’Égletons um 937 der Hauptort einer Viguerie.

### Wappen
Das Wappen zeigt auf silbernen Hintergrund ein blaues Band, unten und oben eingerahmt von jeweils drei roten Rosen. Das Wappen der Familie  Roger (Familie der Päpste Clemens VI. und Gregor XI.)

## Einwohnerentwicklung
| Jahr      | 1962 | 1968 | 1975 | 1982 | 1990 | 1999 | 2007 | 2018 |
| Einwohner | 906  | 912  | 938  | 1011 | 1056 | 1012 | 1078 | 1078 |

## Sehenswürdigkeiten
- Die Kirche Sainte-Croix (heute: Église Saint Julien)[1] aus dem 12. Jahrhundert, seit 1935 klassifiziert als Monument historique.
- Das Château de Maumont, erbaut im 15. Jahrhundert auf Grundmauern aus dem 13. und 14. Jahrhundert[2].

## Persönlichkeiten
- Clemens VI. (1290–1352), Papst, in Rosiers-d’Égletons geboren
- Gregor XI. (1329–1378), Papst, in Rosiers-d’Égletons geboren